# Kuil (dierenverblijf)

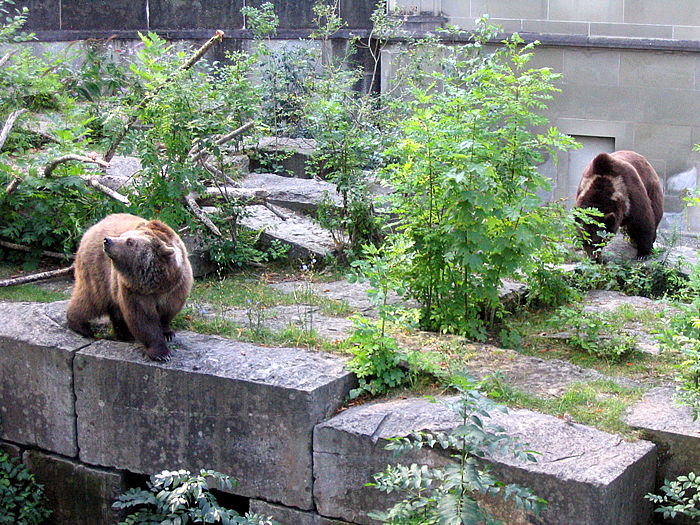
Een berenkuil in Bern

Een kuil wordt wel gebruikt als dierenverblijf in dierentuinen en dergelijke.  Voor sommige dieren is (of was) dat heel praktisch.
De wanden zijn zo hoog dat de dieren niet gemakkelijk ontsnappen.
Een voorbeeld hiervan is de berenkuil. Bijvoorbeeld de berenkuil in Maastricht (niet meer in gebruik).
In Daniël 6, een boek in de Hebreeuwse Bijbel, staat het verhaal over Daniël die in de leeuwenkuil werd geworpen. Dit is een indicatie dat al heel lang geleden leeuwen in een leeuwenkuil werden gehouden.
Merkwaardig is dat er in dit verhaal sprake is van een steen waarmee de opening van de kuil werd afgedekt. Dat doet vermoeden dat de kuil niet meer was dan een put met een kleine opening, wat echter als verblijf voor de leeuwen onvoldoende is. Het is dan ook niet duidelijk hoe we ons deze leeuwenkuil moeten voorstellen. 